# Karl Mantler

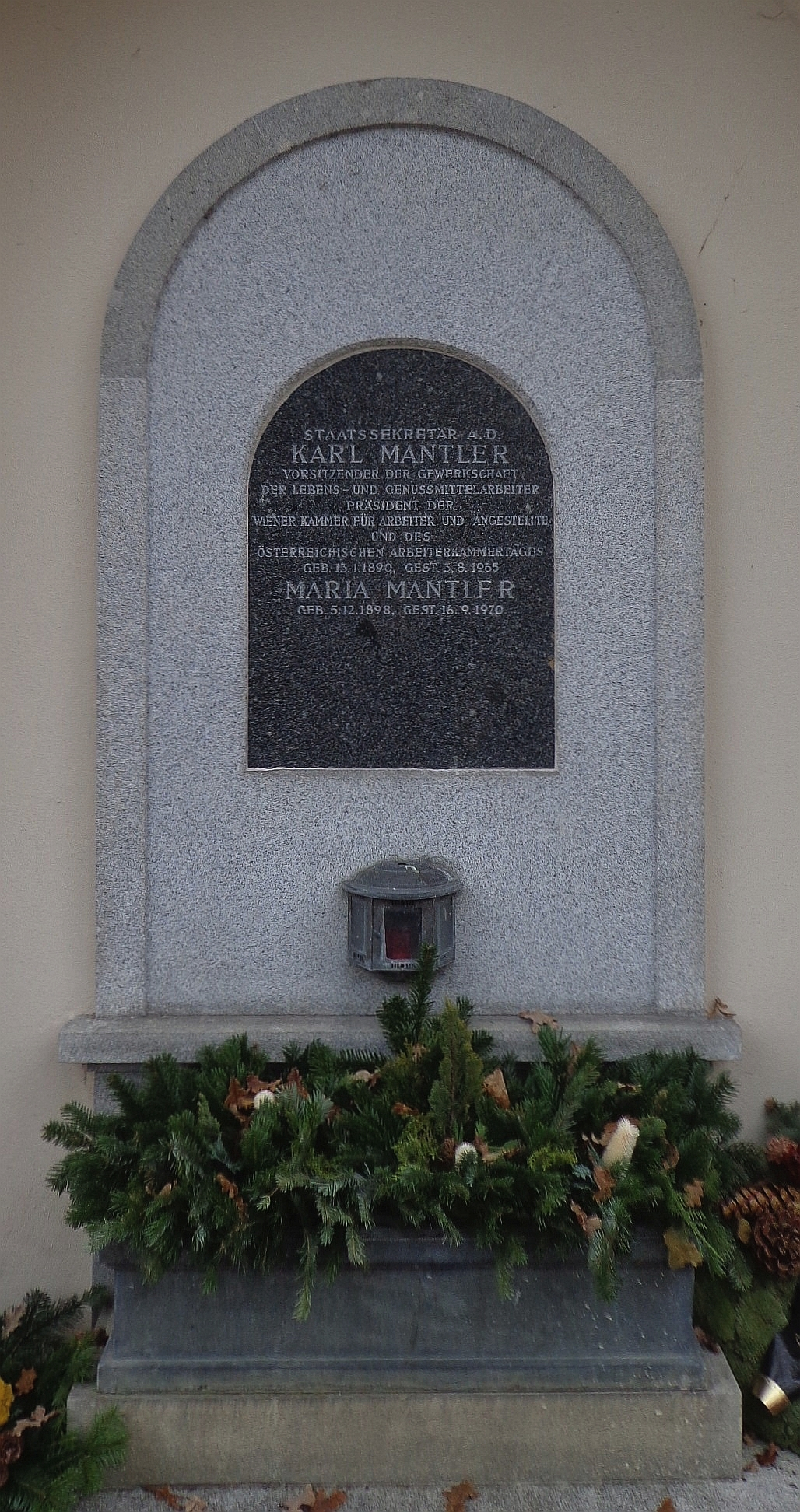
Feuerhalle Simmering – Urnengrab von Karl Mantler

Karl Josef Mantler (* 13. Jänner 1890 in Wien; † 3. August 1965 ebenda) war ein österreichischer Gewerkschaftsfunktionär, Politiker (SPÖ), Widerstandskämpfer gegen den Austrofaschismus und Häftling im KZ Buchenwald.

## Leben
Mantler, dessen Vater Müllergehilfe war, besuchte die Volks- und Bürgerschule. Danach absolvierte er eine Ausbildung zum Fleischhauer. Er trat 1906 der Gewerkschaft für Fleischhauer und Fleischselchergehilfen bei, gehörte dort ab 1908 dem Vorstand an und amtierte ab 1913 als Gewerkschaftssekretär. Zudem wurde er Mitglied der SPÖ. Mantler war 1920 maßgeblich an der Gründung der Internationalen Union der Lebens- und Genussmittelarbeiter in Zürich beteiligt, deren Verband die Gewerkschaft für Fleischhauer und Fleischselchergehilfen schließlich angehörte. Zur Zeit des Austrofaschismus in Österreich war er Mitte Februar 1934 Mitbegründer der illegalen Freien Gewerkschaft der Lebensmittelarbeiter. und wurde 1934/1935 Sprecher des „Siebenerkomitees“. Nachdem sich weitere Gewerkschaften illegal neu gründeten und zum oppositionellen Bund der freien Gewerkschaften vereinigten, wurde Mantler dessen Vorsitzender. Im März 1936 besuchte er unter dem Tarnnamen „Julius“ den Kongress des Internationalen Gewerkschaftsbundes in London. Nachdem er 1936 festgenommen wurde, war Mantler als SPÖ-Vertrauensmann von 1937 bis 1938 im Anhaltelager Wöllersdorf inhaftiert.
Bald nach dem „Anschluss Österreichs“ an das Deutsche Reich wurde Mantler festgenommen und 1939 in das KZ Buchenwald eingewiesen. Dort erhielt er die Häftlingsnummer 3723 und wurde in der Effektenkammer eingesetzt. Mantler war im April 1945 an der Überarbeitung des Buchenwalder Manifests beteiligt und einer der Mitunterzeichner.
Nach seiner Befreiung aus dem KZ Buchenwald kehrte Mantler nach Österreich zurück und übernahm den Vorsitz der Gewerkschaft der Lebens- und Genussmittelarbeiter. Vom 19. Dezember 1945 bis zum 5. November 1949 war Mantler für die SPÖ Mitglied des Bundesrates und vom 11. Januar 1947 bis zum 8. November 1949 Staatssekretär im Bundesministerium für Vermögenssicherung und Wirtschaftsplanung unter Peter Krauland (ÖVP). Zeitgenössischen Medienberichten zufolge war Mantler ein Mitwisser der kriminellen Machenschaften des Ministers, die im sogenannten Krauland-Skandal mündeten. Von 1945 bis 1956 war Mantler zudem Präsident des Österreichischen Arbeiterkammertages und von 1949 bis 1956 Präsident der Arbeiterkammer Wien. Erkrankungsbedingt musste Mantler seine Funktionen 1956 aufgeben.
Mantler wurde in einer ehrenhalber gewidmeten Grabstelle im Urnenhain der Feuerhalle Simmering bestattet.